# Mięsień prosty boczny głowy

Mięsień prosty boczny głowy

Mięsień prosty tylny mniejszy głowy (łac. musculus rectus capitis lateralis) – w anatomii człowieka płaski, krótki mięsień należący do grupy mięśni podpotylicznych, zaliczanych do głębokich mięśni grzbietu. Położony jest w obrębie karku, bocznie od stawu szczytowo-potylicznego. Przyczep początkowy ma na górnej powierzchni wyrostka poprzecznego kręgu szczytowego, biegnie w górę i kończy się na kości potylicznej na powierzchni dolnej wyrostka szyjnego. Unerwiony jest przez gałęzie przednie nerwów szyjnych C1–2. Jego funkcją jest boczne zginanie głowy w swoją stronę.